# Robert Duval
cet article porte sur l'alchimiste français du XVIe - Pour l'acteur américain voir Robert Duvall
Pour les articles homonymes, voir Duval.
Robert Duval (av. 1510 - ap. 1584 ?)  (en latin Robertus Vallensis) est un humaniste et alchimiste français.

## Ouvrages
- De la Transformation métallique: Trois anciens tractés en rithme françois (París, 1561)
- De veritate et antiquitate artis chemicae el pulueris siue Medicinae philosophorum vel auri potabilis...: ex variis auctoribus sacris, iurisperitis, medicis, philosophis & poëtiis sur googlebook sur le site de l'UCM (París, 1561; Amsterdam, 1593)